# Zetas Trädgård

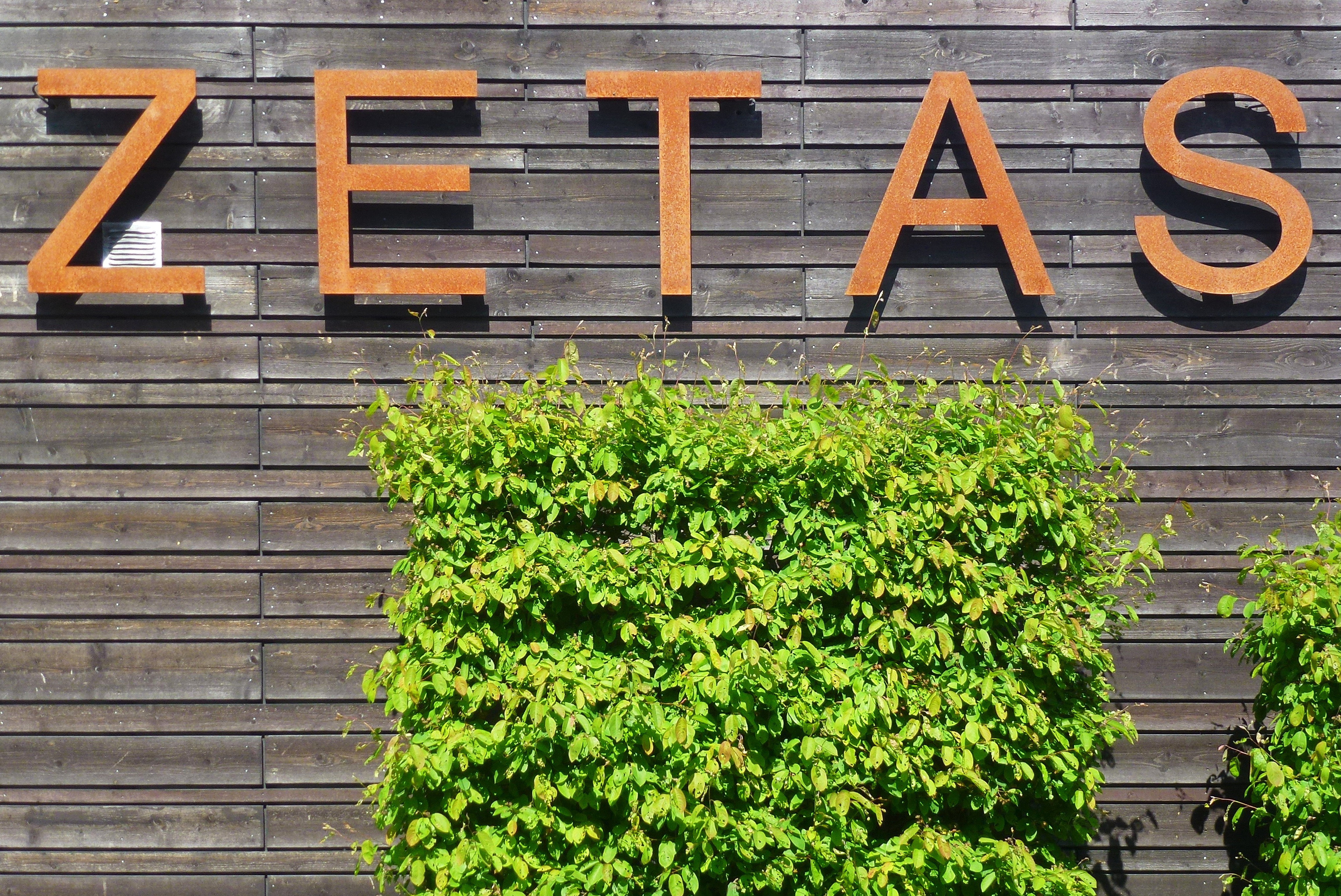
"Zetas Trädgård" i maj 2015.

Zetas Trädgård eller kort Zetas är en handelsträdgård belägen vid Gamla Södertäljevägen i stadsdelen Segeltorp i Huddinge kommun. Zetas, som själv kallar sig  ”Finsmakarens trädgård”, tillhandahåller ett stort urval av trädgårdsväxter för försäljning till företag och privatpersoner. År 2011 belönades Zetas Trädgård med Huddinge kommuns årliga skönhetspris.

## Zetas under Gösta Zetterqvist

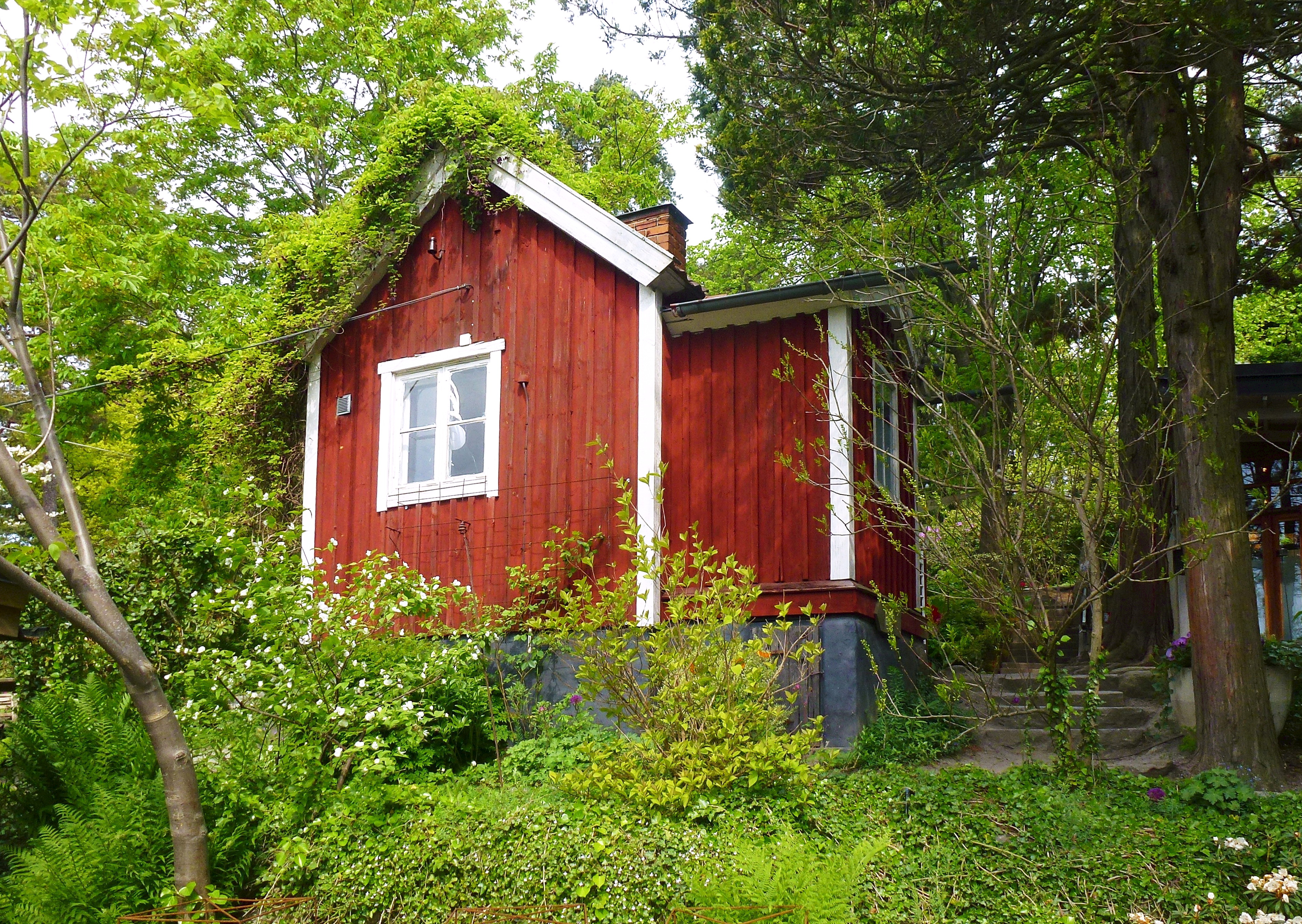
Gösta Zetterqvists gamla sommarstuga ingår numera i Zetas trädgårdscafé.

Zetas historik går tillbaka till år 1927 då trädgårdsamatören Gösta Zetterqvist (1911-1997) började anlägga en privatträdgård i orientalisk stil. Platsen var hans sommarstugetomt intill dåvarande Södertäljevägen i Segeltorp och hans koncept var att plantera ett stort antal av varje växtsort. Som rådgivare hade han vännen Osvald Sirén, konsthistoriker och intendent vid Nationalmuseum. Allmänheten blev uppmärksam på alla växtlådor som Zetterqvist hade staplat på uppfarten och undrade om man kunde köpa plantor här. Han satte ut några överskottsplantor utanför grinden med en skylt ”Lägg pengarna i lådan”. Så började en handel med trädgårdsväxter i liten skala som utökades undan för undan. Men det var aldrig meningen att starta en professionell verksamhet, det var kundernas intresse som skapade rörelsen.
År 1960 övergav Zetterqvist slutligen sitt yrke som sättare och ägnade sig helt åt blomsterhandel och trädgårdsanläggning. Vid den tiden skapades även namnet ”Zetas”.  Det var kunderna som kallade Zetterqvists verksamhet helt enkelt för ”Zetas”. År 1973 kontaktade Gösta Zetterqvist trädgårdsarkitekten Folke Mattsson för att hjälpa till med att vägleda Zetas allt större kundkrets. Under Mattsson började utökningen av växtsortimentet och rådgivning till allmänheten och 1975 övertog han rörelsen helt. Gösta Zetterqvist stod senare bakom ”Göstas trädgård” på Lisö i Nynäshamns kommun. Göstas trädgård flyttades i början av 1990-talet från Lisö till Svandammsparken i Nynäshamn. Zetterqvists sommarstuga finns alltjämt kvar på Zetas tomt i Segeltorp liksom några av hans växter och ett av honom anlagt vattenfall.

## Zetas under Mattsson och Skoglund

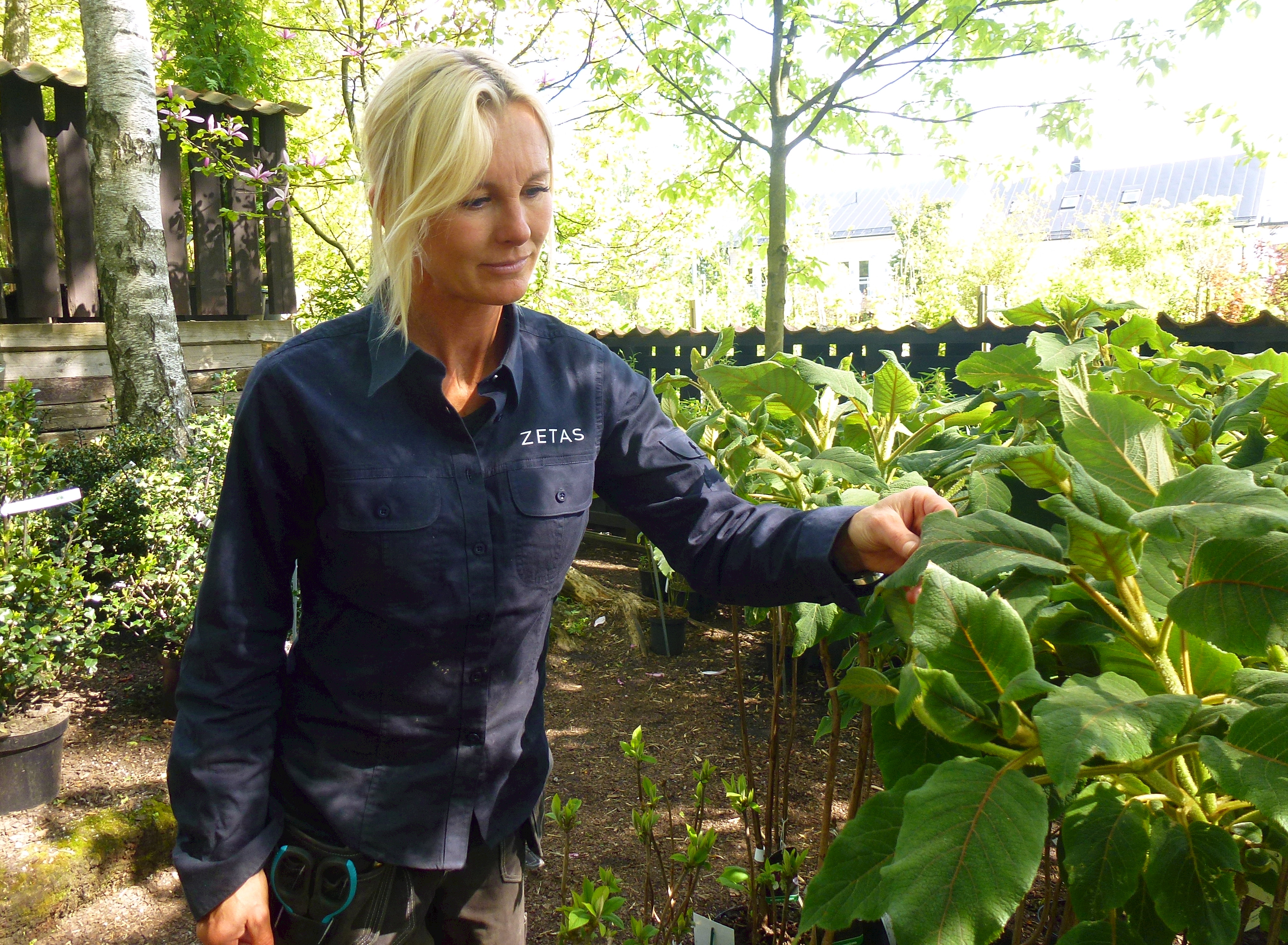
Victoria Skoglund, Zetas ägare.

Folke Mattsson skapade en demonstrationsträdgård för kunderna och han utvecklade företaget vidare genom inköp av exklusiva växter i hela Europa. 1985 var Zetas först med att betygsätta sina plantor i en växtkatalog. 1997 överlät han företaget till sin dotter Victoria (gift Skoglund) och hennes dåvarande man Rikard, men fortsatte själv att bidra med sitt kunnande. Sedan 2021 driver Victoria Skoglund rörelsen i egen regi. Zetas har inga egna växtodlingar. Samtliga plantor köps in från Sverige, Danmark, Holland, Tyskland, USA och England.
Rikard och Victoria Skoglund gav företaget en ny inriktning som utöver plantor och rådgivning även erbjuder exklusiva trädgårdsmöbler, inredningsdetaljer och utsmyckningsföremål. På slänten strax norr om Gösta Zetterqvists gamla sommarstuga tillkom år 2000 ett trädgårdscafé ritat av arkitekten Tor Edsjö och inspirerat av finsk-japansk arkitektur. Caféet drivs av två huvudansvariga medarbetare på Zetas.

## Försäljningslokalen
På vintern 2008-2009 byggdes den nya, drygt 1 000 m² stora försäljningslokalen i hörnet Blombacken / Gamla Södertäljevägen som ersatte en äldre, sliten träbyggnad. Till arkitekt anlitades Lindberg Stenberg Arkitekter AB, där Annette Lindberg ansvarade för projektet. Två stora ekar integrerades i byggnadens utformning som sträcker sig i vinkel kring ett nyskapat säljtorg. I byggnaden finns plats för själva butiken med kassorna samt kontor och personalrum. Butiksbyggnadens fasader består av en blandning av falusvartmålad träpanel, mönstrad betong, mönstertryckt fasadglas och flätad pil. Yttertaket är täckt med sedum. Byggnaden var nominerad till Rödfärgspriset 2012.

## Bilder

Trädgården
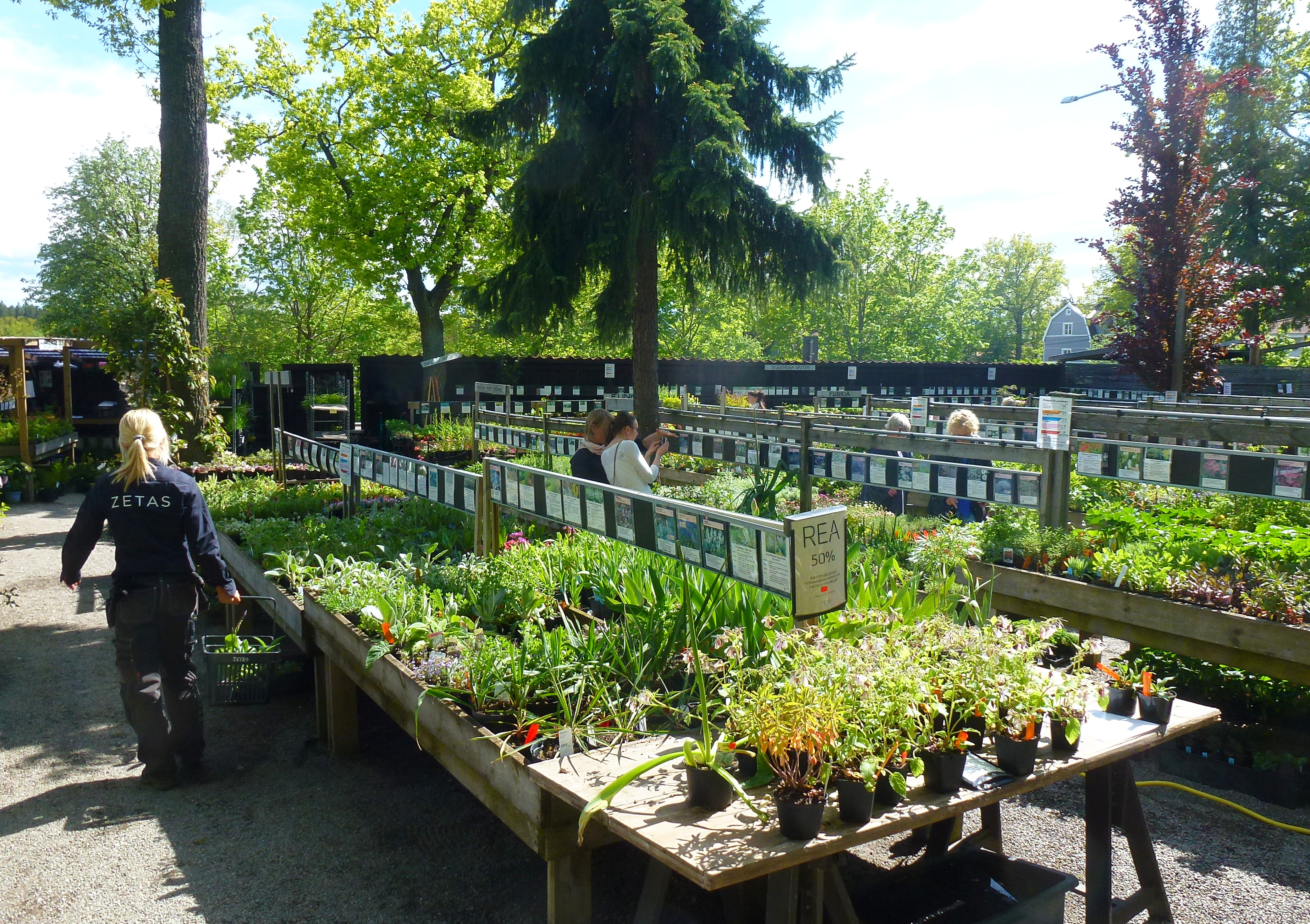
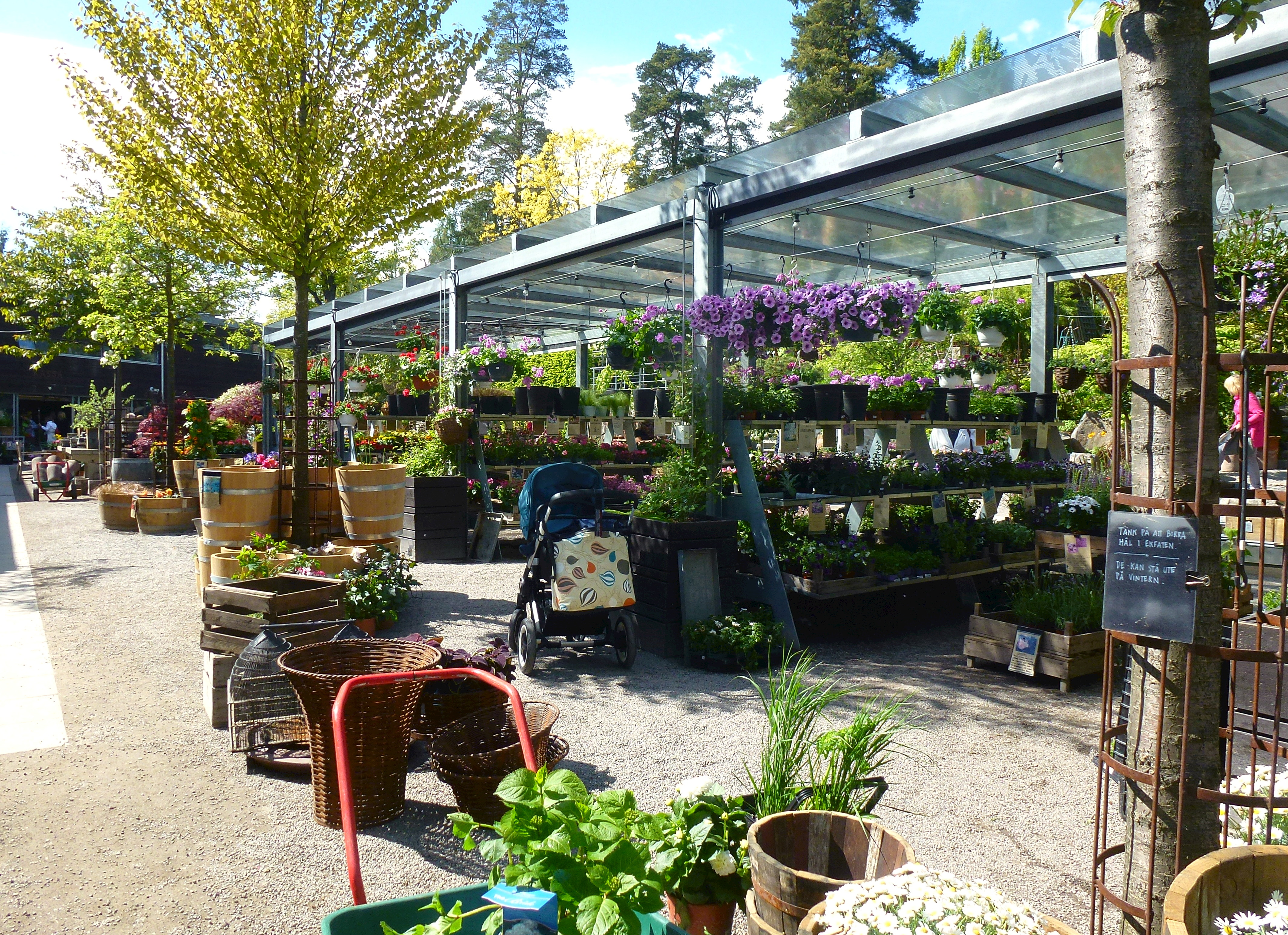
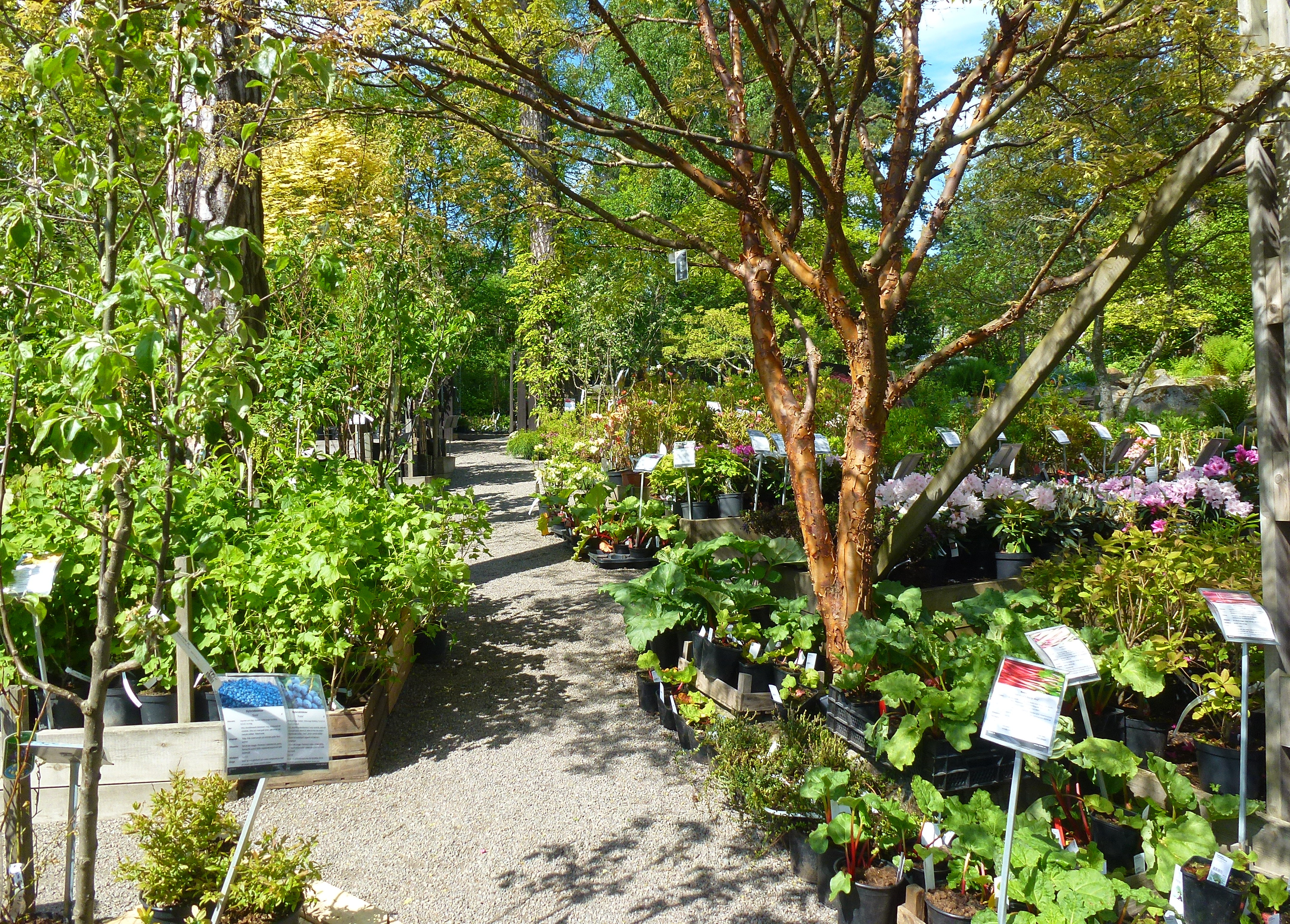
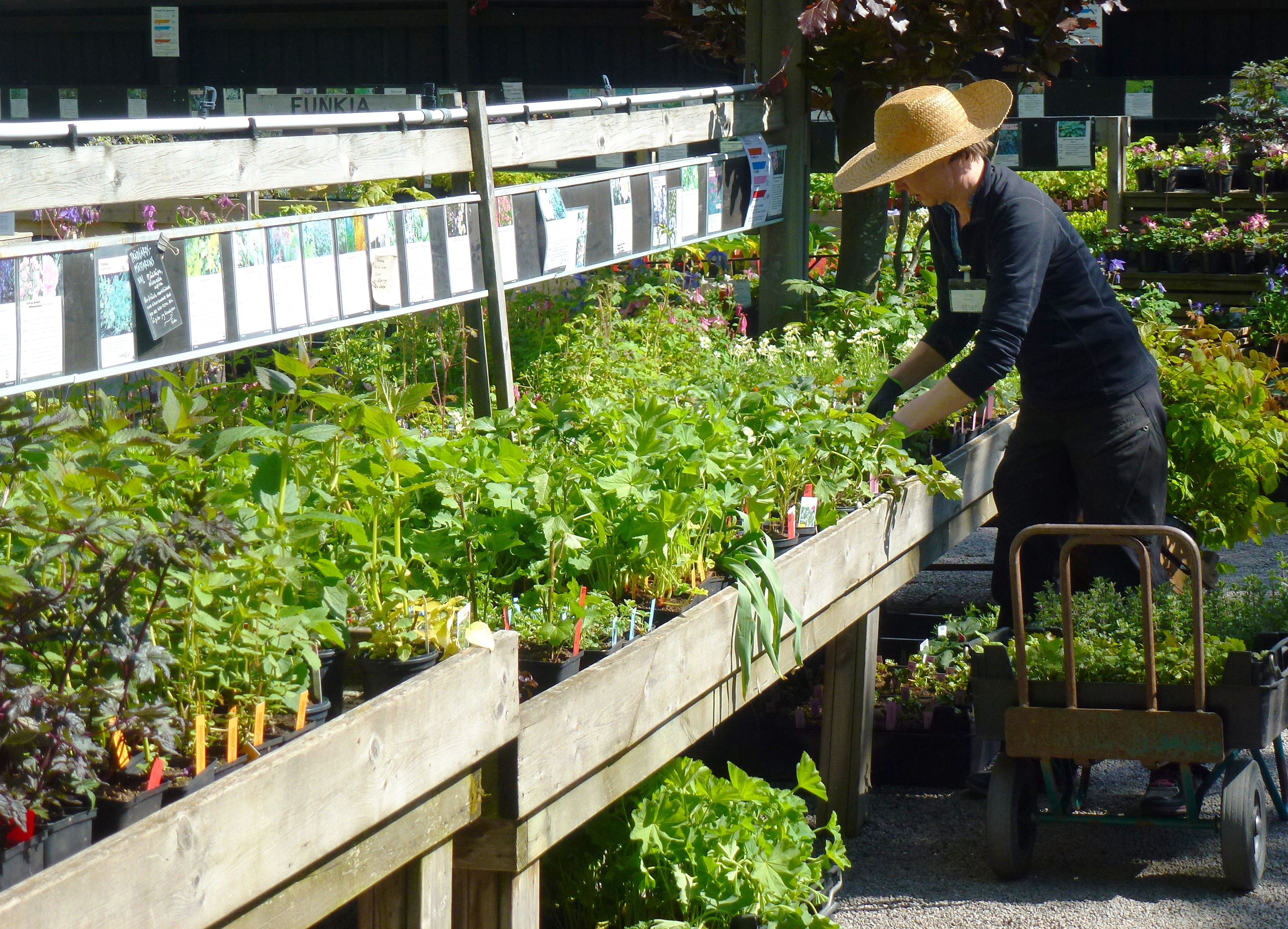

Butiken och Trädgårdscaféet
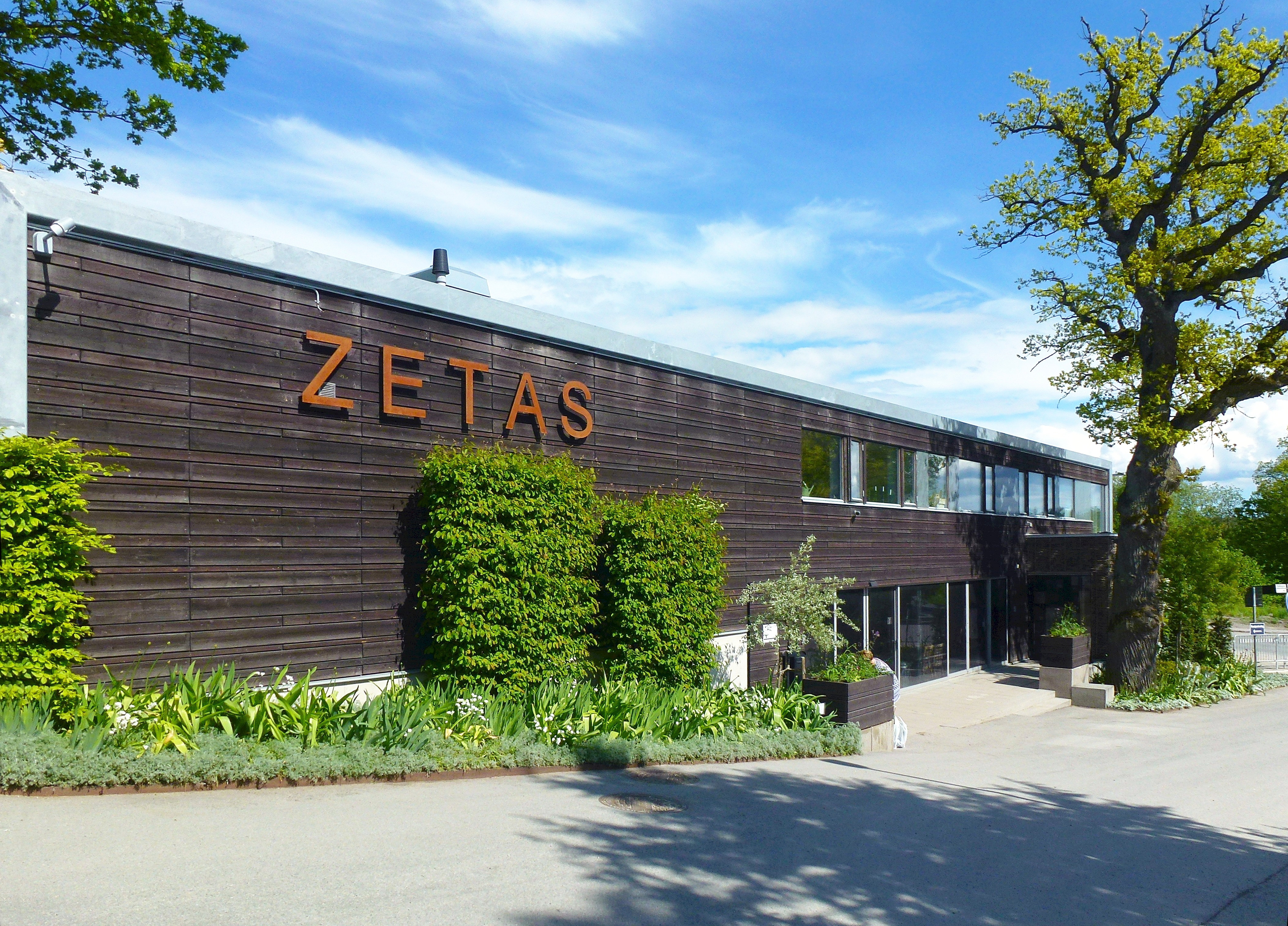
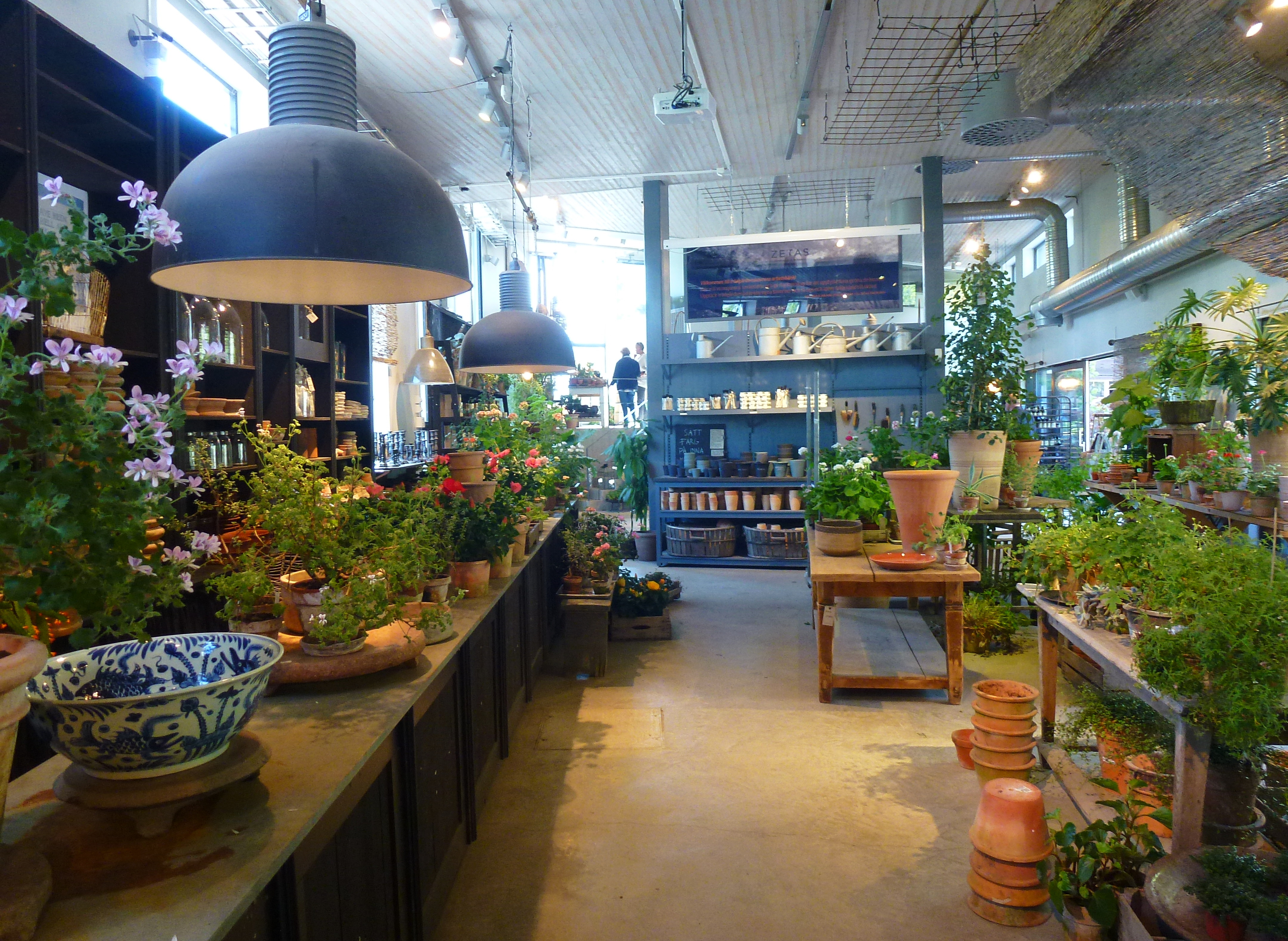
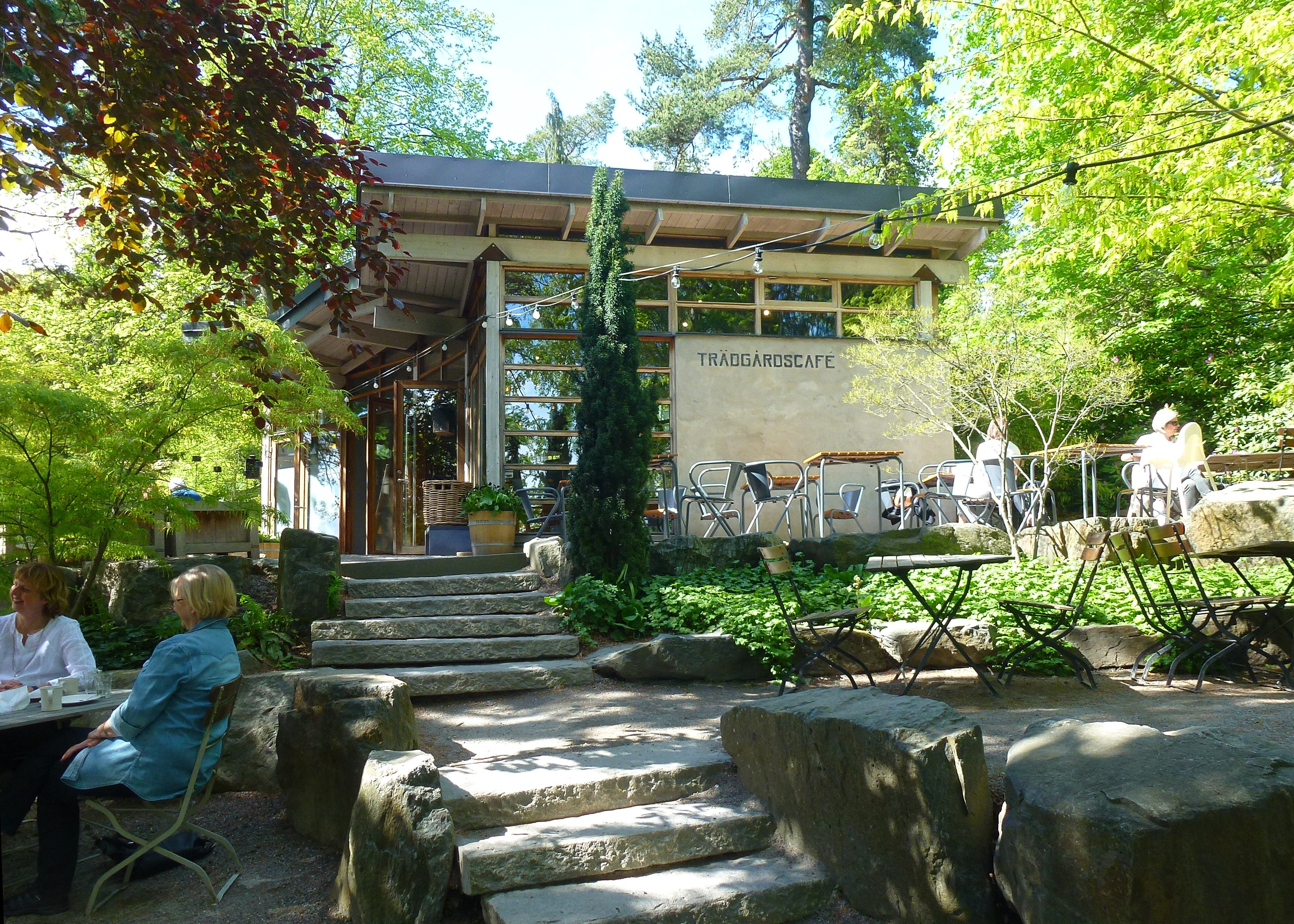
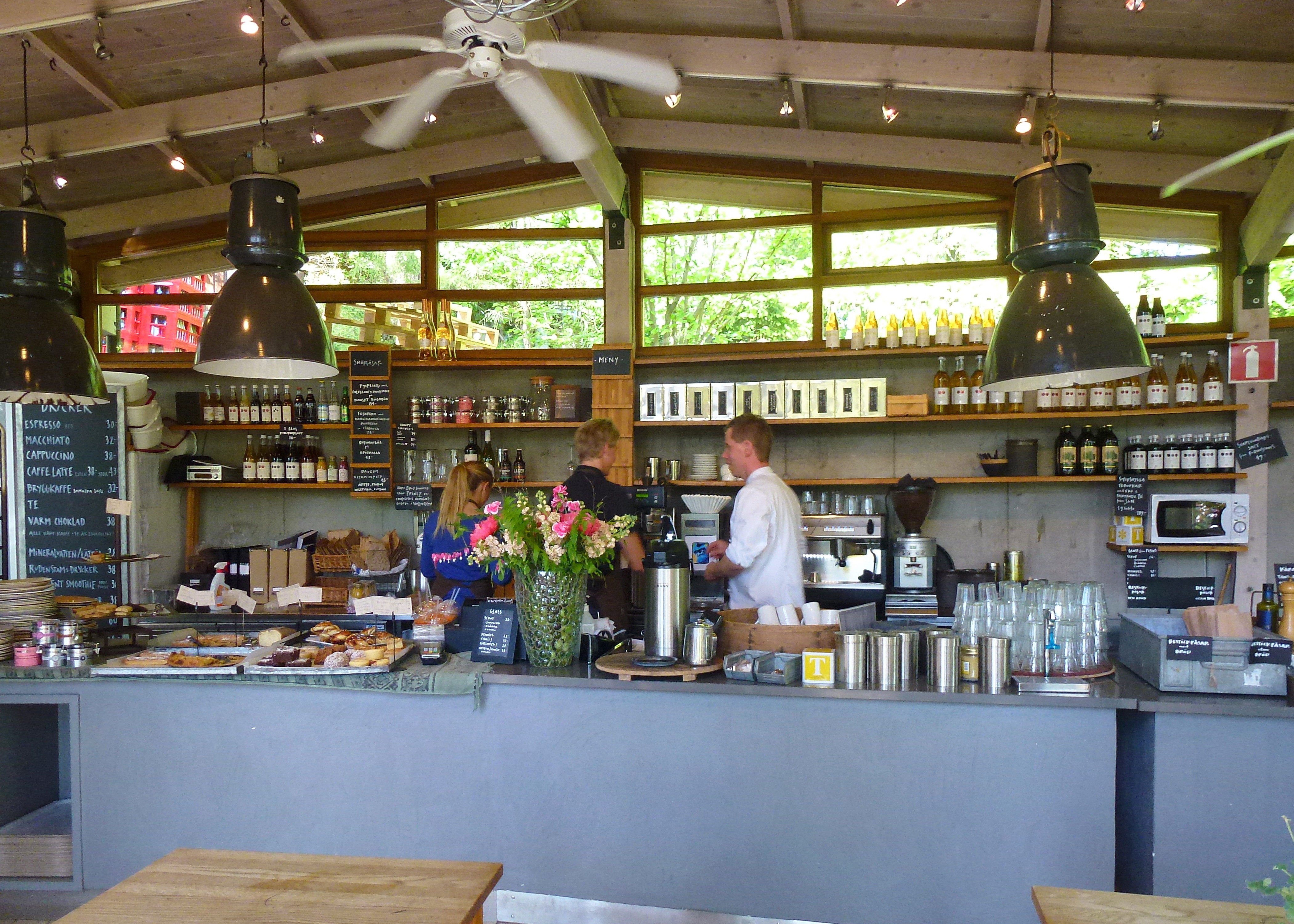